# Cohennoz
Cohennoz – miejscowość i gmina we Francji, w regionie Owernia-Rodan-Alpy, w departamencie Sabaudia.
Według danych na rok 1990 gminę zamieszkiwało 121 osób, a gęstość zaludnienia wynosiła 9 osób/km² (wśród 2880 gmin regionu Rodan-Alpy Cohennoz plasuje się na 1500. miejscu pod względem liczby ludności, natomiast pod względem powierzchni na miejscu 881.).

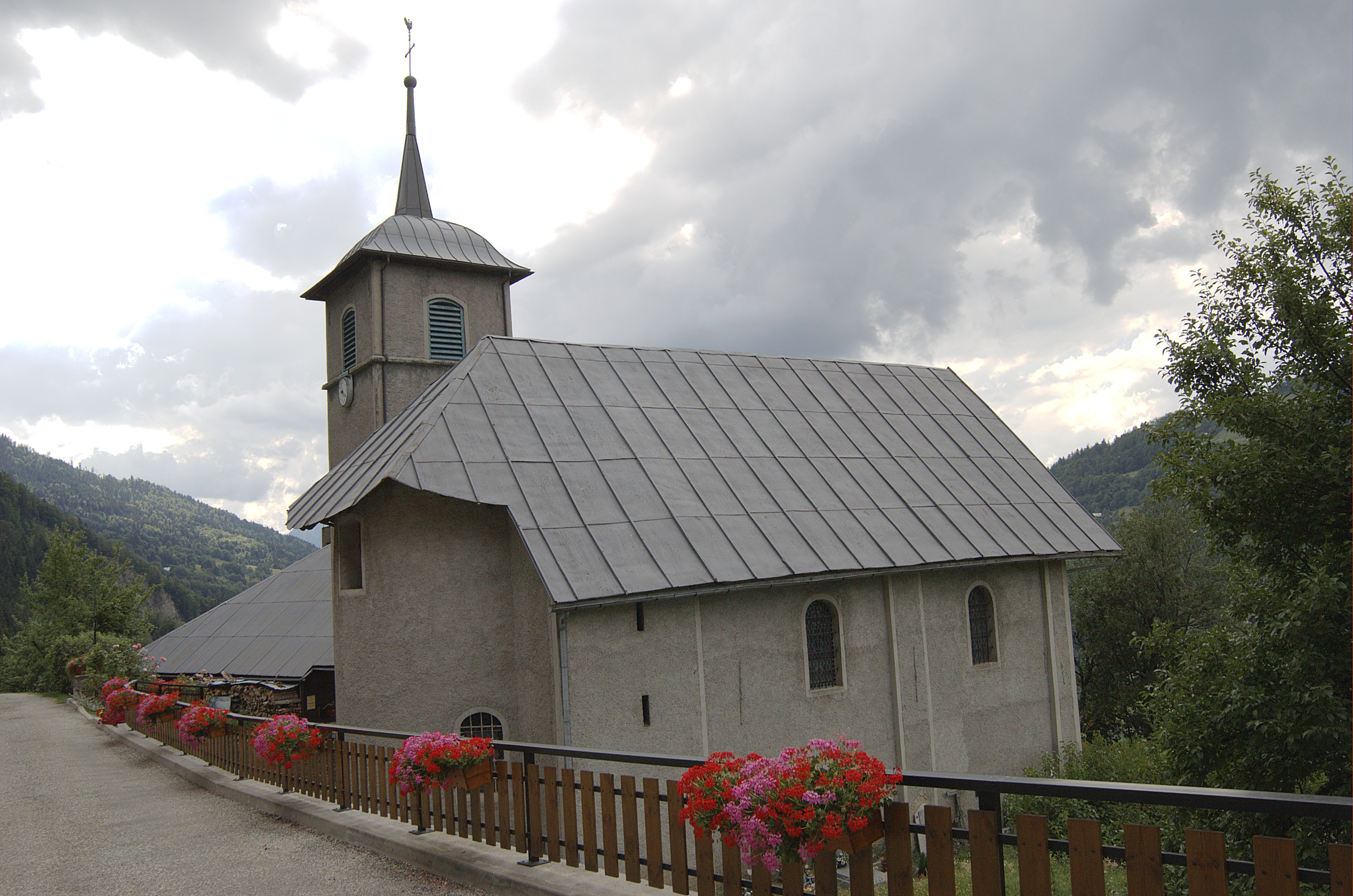
Kościół w Cohennoz, 2006